# PC DOS
IBM PC DOS (IBM Personal Computer Disk Operating System) — дисковая операционная система для персональных компьютеров фирмы IBM. PC DOS была создана на основе  операционной системы 86-DOS от Seattle Computer Products.
По условиям контракта, подписанного IBM и Microsoft 6 ноября 1980 года, Microsoft должна была разработать программное обеспечение для будущего персонального компьютера (ПК) IBM PC — операционную систему, получившую название Microsoft Disk Operating System (MS-DOS). Однако, когда её исходные коды были представлены заказчику, в них обнаружилось более 300 ошибок (багов). Пока в Microsoft занимались доработкой системы, программисты IBM, чтобы успеть к намеченному сроку выхода ПК, сами переписали исходные коды, попутно исправляя ошибки. Так появилась IBM Personal Computer DOS (PC DOS), которая являлась исправленным вариантом MS-DOS 1.0. По условиям договорённости между IBM и Microsoft, ОС должна была носить название PC DOS, если устанавливалась на персональные компьютеры IBM PC, и MS-DOS — если продавалась Microsoft самостоятельно. Однако последней версией MS-DOS была 6.22, в то время как IBM позже выпустила большой релиз PC DOS 7 и его вариант с исправлениями для проблемы 2000 года — PC DOS 2000. В этих версиях в поставку PC DOS входили новые возможности конфигурирования системы при помощи файла CONFIG.SYS, встроенный интерпретатор языка REXX, а также ряд утилит, заимствованных из пакета PC Tools: программа резервного копирования, оптимизации диска, простейший многозадачный менеджер и ряд других новых средств.